# العدنين (السبرة)

تعديل مصدري - تعديل

العدنين محلة تابعة لقرية الجوارف، التابعة لعزلة بلادالشعيبي السفلى بمديرية السبرة إحدى مديريات محافظة إب في الجمهورية اليمنية.، بلغ تعداد سكانها 142 حسب تعداد اليمن لعام 2004.